# Ohaeawai
Ohaeawai ist ein Dorf im Far North District der Region Northland auf der Nordinsel von Neuseeland.

## Namensherkunft
Der Names des Dorfes setzt sich zusammen aus den Māori-Begriffen „O“, das für Ort oder Platz steht und „haeawai“, das der Begriff für Thermalwasser ist. Ursprünglich wurde die Siedlung Taramai genannt, jedoch später nach dem nahegelegenen Pā (Māori-Dorf) benannt.

## Geographie
Das Dorf befindet sich rund 17 km westnordwestlich von Kawakawa und rund 5,5 km östlich des Lake Ōmāpere, in der Ebene des Waiaruhe River mit seinen westlichen Nebenflüssen. Durch das Dorf führt der New Zealand State Highway 1, von dem im Dorfzentrum der New Zealand State Highway 12 nach Südwesten abzweigt. Die nächstgelegene Siedlung im Osten ist Pakaraka, rund 6,5 km entfernt und die nächstliegende Stadt ist Kaikohe, knapp 10 km südwestlich.

## Geschichte
Vom 30. Juni bis zum 1. Juli 1845 fand die Schlacht von Ohaeawai in der Nähe der Gemeinde am Ohaeawai-Pā des Māori-Häuptling Pene Taui statt. Britische Truppen kämpften gegen die Krieger der Ngāpuhi unter der Führung der Häuptlinge Hone Heke und Te Ruki Kawiti.

## Bevölkerung
Zum Zensus des Jahres 2013 zählte das Dorf 714 Einwohner, 0,4 % mehr als zur Volkszählung im Jahr 2006.

## Wirtschaft
Rund 3 km südwestlich des Dorfes befindet sich Ngawha Springs, das vom Heilwasser des kleinen Geothermalgebietes profitiert. In der Nähe befindet sich auch das neue Gefängnis der Region Northland. Das Dorf selbst lebt im Wesentlichen von der Schafzucht.

## Bildungswesen
Die Siedlung verfügt mit der Ohaeawai School über eine Grundschule mit den Jahrgangsstufen 1 bis 6. Im Jahr 2014 besuchten 139 Schüler die Schule.